# Hestina albicans
Hestina albicans är en fjärilsart som beskrevs av Shirôzu 1955. Hestina albicans ingår i släktet Hestina och familjen praktfjärilar. Inga underarter finns listade i Catalogue of Life.